# أسطوناويات
الأسطوناويات (الاسم العلمي: Strongylina) هي رتيبة من الديدان الأسطوانية تتبع رتبة الأسطونيات من طائفة المفرزانية.

## التصنيف
- الأسطونينات
  - المعترسات
- الملقينات